# Xysmalobium sessile
Xysmalobium sessile är en oleanderväxtart som först beskrevs av Joseph Decaisne, och fick sitt nu gällande namn av Joseph Decaisne. Xysmalobium sessile ingår i släktet Xysmalobium och familjen oleanderväxter. Inga underarter finns listade i Catalogue of Life.